# Lam Sơn thực lục
Lam Sơn thực lục (藍山實錄) là tác phẩm văn xuôi bằng chữ Hán được biên soạn theo lệnh của vua Lê Thái Tổ được viết từ ngày mồng 6, tháng 12, năm Thuận Thiên thứ 4, 1431;, kể lại quá trình khởi nghĩa đánh bại quân Minh của nghĩa quân Lam Sơn do Lê Thái Tổ chỉ huy.

## Tác giả
Đại Việt Sử ký toàn thư và ngay Lam Sơn thực lục đều không ghi tác giả của sách Lam Sơn thực lục.
Sách Đại Việt sử ký toàn thư chép:
| “ | Tháng 12, ngày mồng 6, vua sai làm sách Lam Sơn thực lục, vua tự làm bài tựa, ký là Lam Sơn động chủ | ” |

Theo sử gia Lê Quý Đôn chép trong sách Đại Việt thông sử:
| “                                          | Vua Lê Thái Tổ triều ta ngự chế, ghi việc từ khởi nghĩa cho đến khi bình định xong giặc Ngô. Bản cũ hãy còn, nhưng các nhà (công thần) sao chép có nhiều chữ sai. Bản in ngày nay là trong năm Vĩnh Trị (1676-1680), các nho thần đã vâng mệnh vua đính chính, chỉ căn cứ vào hiểu biết của mình, lấy ý riêng mà sửa chữa, thêm bớt, sai mất cả sự thực, không phải là toàn thư (nguyên bản sách cũ) | ” |
| — Đại Việt thông sử, Quyển 3, Nghệ văn chí | |   |

Theo sách Việt Giám Thông Khảo Tổng Luận, soạn giả Lê Tung  khi bình về vua Lê Thái Tổ, Lê Tung viết rằng: Bình Ngô Đại Cáo không câu nào không là lời nhân nghĩa, trung tín; Lam Sơn Thực Lục không chỗ nào không là đạo tu tề trị bình.
Theo Ủy ban khoa học xã hội Việt Nam, trong sách Nguyễn Trãi toàn tập cho rằng Nguyễn Trãi chính là tác giả của Lam Sơn thực lục.

## Bối cảnh
Lê Thái Tổ cho chép sách Lam Sơn thực lục vào năm 1431, tức là 3 năm sau năm quân Minh rút về nước (1428). Lúc đó vua Lê Thái Tổ đã hoàn thành việc xây dựng chế độ hành chính và đánh dẹp các tù trưởng không phục tùng nhà Lê.

## Cấu trúc tác phẩm
Lam Sơn thực lục bao gồm lời tựa của vua Lê Thái Tổ và 3 phần chính:
- Lời tựa của vua Lê Thái Tổ
- Phần thứ nhất kể lại thân thế của nhà vua và chuyện từ buổi đầu khởi nghĩa cho đến thời điểm nghĩa quân bao vây thành Nghệ An sau khi thắng trận Bồ ải, từ năm 1418 đến năm 1424.
- Phần thứ 2 kể lại chuyện đánh quân Minh từ năm 1424 đến khi quân Minh[11] rút quân về nước, năm 1428
- Phần thứ 3 kể về việc sửa sang nước nhà sau thiến thắng, chép bản Bình Ngô Đại Cáo và lời tổng kết của vua Lê Thái Tổ.[12]

## Bản in
Hiện có tất cả sáu bộ Lam sơn thực lục bằng chữ Hán, ở dạng viết tay, không có một bản in nào bằng chữ Hán. Năm 1944, dịch giả Mạc Bảo Thần đã dịch cuốn Lam Sơn thực lục và in thành sách năm 1956.. Năm 1969, Văn Tân đã dịch Lam Sơn thực lục và in ở sách Nguyễn Trãi toàn tập (Nhà xuất bản Khoa học Xã hội, Hà Nội). Năm 1970, Trần Văn Giáp giới thiệu Lam Sơn thực lục trong tác phẩm Tìm hiểu kho sách Hán Nôm (Thư viện Quốc gia xuất bản. Hà Nội, 1970).

## Trích dẫn
Trong khi muôn việc có rỗi, Nhà-vua thường cùng các quan bàn-luận về duyên-cớ thịnh suy, được, mất từ xưa đến nay. Cùng là giặc Ngô sở dĩ thua, Nhà-vua sở dĩ thắng là vì cớ làm sao?. Các quan đều nói rằng: "Người Ngô hình-phạt tàn-ác, chính-lệnh ngổ-ngược, mất hết cả lòng dân. Nhà-vua làm trái lại đạo của chúng, lấy nhân mà thay bạo, lấy trị mà thay loạn, vì thế cho nên thành công được mau-chóng là thế!". Nhà-vua phán rằng:
- "Lời các thầy nói, tuy là đúng lẽ, nhưng cũng còn có điều chưa biết. Trẫm trước gặp lúc loạn-ly, nương mình ở Lam-sơn, vốn cũng mong giữ toàn được tính-mệnh mà thôi! Ban đầu cũng không có lòng muốn lấy thiên-hạ. Đến khi quân giặc càng ngày càng tàn-ác, dân không sao sống nổi! Bao nhiêu người trí-thức, đều bị chúng hãm-hại. Trẫm đã chịu khánh-kiệt cả gia-tài để thờ-phụng chúng! Vậy mà chúng vẫn đem lòng muốn hại Trẫm, không chịu buông tha! Việc khởi nghĩa, thực cũng là bất-đắc-dĩ mà Trẫm phải làm! Trong lúc ấy, Trẫm thân trọ quê người, vợ, con, thân-thích, đều tán-lạc hết! Cơm không đủ hai bữa! Áo không phân Đông, Hè! Lần gặp nạn ở núi Chí-linh, quân thua, lương hết! Trời kia bắt lòng ta phải khổ, trí ta phải mệt, đến thế là cùng!... 
Trẫm thường dụ bảo các tướng-sĩ rằng: "Hoạn-nạn mới gây nổi nước! Lo-phiền mới đúc nên tài! Cái khốn-khổ ngày nay là trời thử ta đó mà thôi! Các thầy nên giữ vững lòng xưa, cẩn-thận, chớ vì thế mà chán-nản". Vậy mà tướng-sĩ cũng dần dần lẩn trốn! Theo Trẫm trong cơn hoạn-nạn, mười người không được lấy một, hai! Còn bỏ Trẫm mà đi, thì đại-loại là phường ấy cả! Kể như lúc ấy, nào ngờ lại có ngày nay! May mà Trời chán đứa giặc! Phàm lúc giặc làm cho Trẫm cùn, trí Trẫm lại càng thêm rộng! Phàm cách giặc làm cho Trẫm khổ, lòng Trẫm lại càng thêm bền. Trước kia quân-lính đói thiếu, giờ lại nhờ lương của giặc mà số trừ-súc của ta càng sẵn! Trước kia quân-lính lẩn-trốn, giờ lại mượn binh của giặc, mà trở giáo để chúng đánh nhau! Giặc có bao nhiêu mác, mộc, cung, tên, ấy là giúp cho ta dùng làm chiến-cụ! Giặc có bao nhiêu bạc, vàng, của báu, ấy là cung cho ta lấy làm quân-lương! Cái mà chúng muốn dùng để hại ta, lại trở lại làm hại chúng! Cái mà chúng muốn dùng để đánh ta, lại trở lại để đánh chúng!
Chẳng những thế mà thôi: Kìa như nước Ai-lao, với Trẫm là nước láng-giềng, trước vẫn cùng nhau giao-hảo. Khi Trẫm bị giặc vây khốn, đem quân sang nương-nhờ. Nghĩ rằng môi hở, răng lạnh, thế nào chúng cũng chứa ta! Nào ngờ quân dạ thú, lòng lang, thấy ta bị tai-vạ, thì lấy làm vua-sướng! Rồi thông tin với giặc, ngầm chứa mưu gian, muốn để bắt vợ con của quân ta! Vậy mà ta tìm cách để đối-phó với chúng, thật là thong thả có thừa! Nó vốn trông vào quân giặc để đánh-úp ta! Ta cũng nhân vào thế nó, để đánh lui giặc! Nó vốn lấy khách đãi ta! Ta cũng lấy khách mà xử nó! Phàm ý nó muốn làm gì, ta tất biết trước! Vẻ nó muốn động đâu, ta tất chẹn trước! Cho nên có thể lấy đất đai của nó, làm nơi chứa quân cho ta; lấy hiểm-trở của nó, làm nơi lừa giặc của ta! Binh-pháp dạy: "Lấy khách làm chủ, lấy chủ làm khách", có lẽ là như thế chăng? Thế nhưng Trẫm đối-đãi với ai cũng hết lòng thành-thực. Thà người phụ ta, ta chớ phụ người! Phàm kẻ bất bình vì một việc nhỏ, mà đem lòng kia khác, Trẫm thường tha thứ, dong cho có lối đổi lỗi.
Tuy nhiều khi chúng trở mặt làm thù ngay, nhưng Trẫm thường tin-dùng như gan-dạ! Biết đổi lỗi thì thôi, không bới lông tìm vết làm gì! Ấy cũng là bởi Trẫm trải nhiều lo nghĩ, nếm đủ gian-nan, cho nên biết nén lòng nhịn tức, không lấy việc nhỏ mà hại nghĩa lớn, không lấy ý gần mà nhãng mưu xa. Trong khoảng vua, tôi, lấy nghĩa cả mà xử với nhau, thân như ruột thịt, có gì mà phải ngờ-vực. Thế cho nên có thể được lòng người, mà ai ai cũng vui lòng tin theo. Tuy vậy, trong khi hoạn-nạn, mười chết, một sống, kể lâm vào nguy-hiểm là thường! Ngày nay may được thành công, là do Hoàng-Thiên giúp-đỡ, mà Tổ Tiên Trẫm chứa nhân tích đức đã lâu, cũng ngấm-ngầm phù-hộ, cho nên mới được thế. Đời sau kẻ làm con-cháu Trẫm, hưởng cái giàu-sang ấy, thì phải nghĩ đến Tổ, Tông Trẫm tích-lũy nhân-đức đã bao nhiêu là ngày, tháng; cùng công-phu Trẫm khai sáng cơ-nghiệp bao nhiêu là khó khăn!
Mặc những gấm-vóc rực-rỡ, thì phải nghĩ đến Trẫm ngày xưa áo, quần lam-lũ, không kể Đông, Hè! Hưởng những cổ-bàn ngon-lành, thì phải nghĩ đến Trẫm ngày xưa hàng tháng thiếu lương, chịu đói nhịn khát! Thấy đền-đài lộng-lẫy, thì phải nghĩ đến Trẫm ngày xưa ăn mưa, nằm cát, trốn lủi núi rừng! Thấy cung-tần đông, đẹp, thì phải nghĩ đến Trẫm ngày xưa thất-thểu quê người, vợ con tan-tác! Nên nhớ rằng Mệnh Trời nào chắc được không thường, tất phải suy-tính nỗi khó khi mưu-toan việc dễ. Nghiệp lớn khó gây mà dễ hỏng, tất phải cẩn-thận lúc đầu mà lo tính về sau. Phải đề-phòng đầu mối họa-loạn, có khi vì yên-ổn mà gây nên. Phải đón-ngăn ý-nghĩ kiêu-xa, có khi vì sung-sướng mà sinh sự! Có như thế thì họa là mới giữ-gìn được. Nên Trẫm nghĩ làm ra bộ sách này, thực là rất trông-mong cho con-cháu đời sau!.

## Đánh giá
Lời bạt của dịch giả Bảo Thần cho sách Lam Sơn thực lục:
| “ | "Lam sơn thực lục" chính là một hòn ngọc ở trong mớ sử liệu nước nhà. Cái giá-trị nó ở chỗ người đương thời chép việc đương-thời. Đối với các sử gia, những tài liệu như thế chẳng phải là dễ kiếm | ” |

| “                                          | Vua Lê Thái Tổ triều ta ngự chế, ghi việc từ khởi nghĩa cho đến khi bình định xong giặc Ngô. Bản cũ hãy còn, nhưng các nhà (công thần) sao chép có nhiều chữ sai. Bản in ngày nay là trong năm Vĩnh Trị (1676-1680), các nho thần đã vâng mệnh vua đính chính, chỉ căn cứ vào hiểu biết của mình, lấy ý riêng mà sửa chữa, thêm bớt, sai mất cả sự thực, không phải là toàn thư (nguyên bản sách cũ) | ” |
| — Đại Việt thông sử, Quyển 3, Nghệ văn chí | |   |